# James Augustus Grant
James Augustus Grant (ur. 11 kwietnia 1827, zm. 11 lutego 1892) – brytyjski oficer pochodzenia szkockiego, podróżnik i odkrywca w Afryce Wschodniej.

## Życiorys
Urodził się w Nairn w północnej Szkocji; po ukończeniu miejscowej szkoły pobierał nauki w Aberdeen. W wieku 19 lat wstąpił do British Army i jako oficer wysłany został do Indii, gdzie brał udział w II wojnie z Sikhami w latach 1848–1849 i w tłumieniu powstania sipajów w roku 1857. Tam też zaprzyjaźnił się z Johnem Spekem, który w roku 1860 – gdy Grant powrócił ranny z Indii – zaprosił go do udziału w swej drugiej wyprawie do źródeł Nilu.
Wyruszywszy z Anglii w kwietniu 1860 roku Speke i Grant – zatrzymawszy się na krótko w Kapsztadzie, gdzie zaciągnęli zbrojną eskortę – dotarli w październiku do Zanzibaru. Stamtąd ruszyli na zachód przez terytorium dzisiejszej Tanzanii i w listopadzie 1861 roku doszli do stolicy tubylczego królestwa Karagwe na południowym brzegu Jeziora Wiktorii. Gdy Speke ruszył na poszukiwanie źródeł Nilu, co zapoczątkował kilka lat wcześniej wędrując z sir Richardem Burtonem, Grant pozostał wśród ludu Karagwe lecząc odnawiającą się ranę.
Ostatecznie Grant dołączył do Speke'a w Urondogani na północnym krańcu wielkiego jeziora 19 sierpnia 1862 roku, gdzie mniej więcej miesiąc wcześniej Speke ujrzał Wodospad Ripon, którym wody Wiktorii uchodziły do – jak głęboko wierzył – Nilu. Stamtąd obaj podróżnicy ruszyli na północ, przez dzisiejszą Ugandę i Sudan, znajdując potwierdzenie, że Nil wypływa z Jeziora Wiktorii. Byli przekonani, że znaleźli źródła najdłuższej rzeki świata.
Walki plemienne na trasie przemarszu i nieporozumienia między podróżnikami a władcą lokalnego państewka Bunyoro spowodowały, że musieli opuścić bieg rzeki. Wreszcie, w lutym 1863 roku, pomiędzy miejscowościami Dżuba i Gondokoro, spotkali niespodziewanie kolejną wyprawę nilową, którą kierowali Samuel i Florence Baker. Doposażeni przez Bakerów zdołali dotrzeć do Chartumu, a stamtąd statkiem rzecznym do Kairu. Do Anglii przybyli w czerwcu.
Gdy we wrześniu 1864 roku Speke niespodziewanie poniósł śmierć podczas polowania, Grant stał się głównym rzecznikiem tezy, że Jezioro Wiktorii jest rzeczywistym źródłem Nilu, co w latach siedemdziesiątych XIX wieku zweryfikował sir Henry Morton Stanley. Po opublikowaniu opatrzonej licznymi rycinami i opisami flory i fauny książki A Walk Across Africa został uznany za jeden z czołowych brytyjskich autorytetów w kwestii Czarnego Lądu. W roku 1868 wrócił do Afryki jako oficer wywiadu brytyjskiej wyprawy do Abisynii i brał udział w zwołanej przez belgijskiego króla Leopolda międzynarodowej konferencji nt. badań kontynentu. Był również członkiem ekspedycji wysłanej na ratunek Mehmeda Emina Paszy, odciętego w południowym Sudanie podczas powstania Mahdiego.
Odszedł z armii w stopniu podpułkownika i ostatnie lata życia spędził w swym domu w Szkocji. W 1885 roku wydał drugą książkę, Khartoum As I Saw It in 1863.